# Plutocrație
Plutocrația (în greacă πλοῦτος, ploutos, însemnând "avere" și κράτος, kratos, care înseamnă „putere, stăpânire, regulă”) de asemenea, cunoscută sub numele de plutonomie sau plutarhie, este o formă de conducere a societății de către cei bogați. Prima utilizare a termenului a fost cunoscută în 1652. Spre deosebire de sisteme, cum ar fi democrația sau anarhismul, plutocrația nu este înrădăcinată într-o filozofie politică stabilită și nu are „avocați formali”. Conceptul de plutocrație poate fi susținută de către clasele bogate ale unei societăți într-un mod indirect sau mascat, deși termenul în sine este aproape întotdeauna utilizat într-un sens peiorativ.

## Întrebuințare
Termenul plutocrație este în general utilizat ca peiorativ pentru a descrie sau avertiza împotriva unei stări nedorite.  De-a lungul istoriei, gânditorii politici precum Winston Churchill, sociologul și istoricul francez din secolul al XIX-lea, Alexis de Tocqueville, monarhistul spaniol Juan Donoso Cortés din secolul al XIX-lea și astăzi Noam Chomsky au condamnat pe plutocrați pentru ignorarea responsabilităților lor sociale, crescând astfel sărăcia și ascuțind conflictul de clasă, coruperea societăților cu lăcomie și hedonism.

## Termen de propagandă
În limbajul politic și propaganda din Italia fascistă, Germania Nazistă și Internaționala Comunistă, statele occidentale democratice erau numite plutocrații, fiind controlate de un număr mic de indivizi extrem de bogați. Cuvântul plutocrație a înlocuit cuvintele democrație și capitalism drept principal termen fascist pentru Statele Unite și Marea Britanie în timpul celui de-al Doilea Război Mondial.

## Cauzalitate
Motivele pentru care plutocrația se dezvoltă sunt complexe. Într-o țară care se confruntă cu o creștere economică rapidă, inegalitatea veniturilor va tinde să crească pe măsură ce rata rentabilității inovării va crește. În alte scenarii, plutocrația se poate dezvolta atunci când o țară se prăbușește din cauza epuizării resurselor, deoarece elitele încearcă să acopere averea în diminuare sau să extindă datoriile pentru a menține stabilitatea, ceea ce va tinde să îmbogățească creditorii și finanțatorii.
Alte națiuni pot deveni plutocratice prin cleptocrație sau în căutare de chirii.